# Кулаков, Фёдор Давыдович
Фёдор Давы́дович Кулако́в (4 февраля 1918, с. Фитиж, Курская губерния — 17 июля 1978, Москва) — советский политический деятель, член Политбюро ЦК КПСС с 1971 года, секретарь ЦК КПСС с 1965 года (член ЦК КПСС с 1961 года). В 1955—1959 годах заместитель министра сельского хозяйства РСФСР, в 1959—1960 годах министр хлебопродуктов РСФСР, в 1960—1964 годах первый секретарь Ставропольского крайкома КПСС, заведующий сельскохозяйственным отделом ЦК КПСС в 1964—1976 годах.
Депутат Верховного Совета СССР 3—4, 6—9-го созывов. Герой Социалистического Труда (1978), кавалер трёх орденов Ленина.

## Биография
Уроженец села Фитиж Льговского уезда Курской губернии, выходец из крестьянской семьи. После окончания сельской семилетки поступил в Рыльский сельскохозяйственный техникум, который окончил с отличием в 1938 году.
В 1938—1941 годах помощник управляющего отделением Урицкого свёклосовхоза (Тамбовская область), управляющий отделением, агроном Земетчинского сахарного комбината (Пензенская область). Член партии с 1940 года. В 1941—1943 годах 1-й секретарь Земетчинского районного комитета ВЛКСМ, заведующий Земетчинским районным земельным отделом (Пензенская область), в 1943—1944 годах — председатель Исполнительного комитета Николо-Пестравского районного Совета, 1-й секретарь Николо-Пестравского районного комитета ВКП(б), с 1944 года заведующий сельскохозяйственным отделом Пензенского областного комитета ВКП(б), начальник областного управления сельского хозяйства. Познакомился тогда с К. У. Черненко, в 1945—1948 годах секретарём Пензенского обкома партии.
С февраля 1950 по август 1955 года председатель Пензенского облисполкома. В 1955—1959 годах заместитель министра сельского хозяйства РСФСР. Окончил Всесоюзный сельскохозяйственный институт заочного образования в Балашихе (1957).
В 1959—1960 годах министр хлебопродуктов РСФСР.
В 1960—1964 годах первый секретарь Ставропольского крайкома КПСС. Член ЦК КПСС с 1961 года.
Участвовал в событиях осени 1964 года, повлёкших отставку Н. С. Хрущёва (у него собирались члены Политбюро).
В 1964—1976 годах заведовал сельскохозяйственным отделом ЦК КПСС. Секретарь ЦК КПСС с 1965 года. Член Политбюро ЦК КПСС с 1971 года. Делегат 19, 22—24-го съездов партии.

«Высокий, стройный, красивый мужчина с могучим здоровьем, реалист в делах и целях, он был любимцем не только нашего отдела (сельхозотдела ЦК КПСС — прим.) и аппарата. Его ценили, к нему ехали за советом руководители республик, краёв, постоянно бывали у него учёные из Москвы и регионов. Он быстро понял значение почвозащитной системы обработки, поддерживал академиков Мальцева и Бараева… Избрание Кулакова секретарём ЦК КПСС, а затем и членом Политбюро укрепило его политическое положение, дало больше возможностей для поддержки сельскохозяйственного сектора. Ведь курянин Кулаков хорошо знал положение дел в сельскохозяйственной отрасли, любил село, старался помочь аграриям. Это был человек твёрдого и независимого характера. Он ни перед кем не унижался и не угодничал. Принципиально, по-деловому относился к сотрудникам, смело шёл на нововведения, убедившись в их эффективности…»— Фёдор Моргун в феврале 1990 года в интервью газете «Вечерний Харьков»
Покровительствовал М. С. Горбачёву, способствовал его продвижению на Ставрополье.
Вдова умерла в 2004 г. Дочь, Тамара Федоровна Дзанагова — врач-стоматолог Московского медико-стоматологического университета.

### Смерть
К концу 1970-х годов Ф. Д. Кулаков был вторым самым молодым, после Г. В. Романова (К. Ф. Катушева и Я. П. Рябова в 1977-79 гг. вывели из ЦК) членом Политбюро, — притом одновременно секретарём ЦК. В зарубежных СМИ он рассматривался как один из возможных преемников Брежнева, что, как отмечается, сыграло свою роль в том, что в конце жизни Кулаков потерял доверие Брежнева (некоторые подробности её приводит И. Я. Фроянов). И. Г. Земцов допускает существование в 1970-е годы «партийного заговора» против Брежнева, участниками которого могли быть Кулаков, К. Т. Мазуров и Н. В. Подгорный.
3 февраля 1978 года в связи с 60-летием Ф. Д. Кулакову присвоили звание Героя Социалистического Труда. Однако, по свидетельству В. А. Казначеева: «рекомендовали отметить торжество скромно».
Как указывает В. И. Мироненко: «На апрель 1978 года запланировали Пленум ЦК КПСС по вопросам сельского хозяйства, однако председателем комиссии по подготовке Пленума назначили не его, Кулакова, являвшегося членом Политбюро и секретарём ЦК именно по этому вопросу, а Косыгина. Фёдора Давыдовича даже не ввели в состав комиссии».
4 июля 1978 года на Пленуме ЦК КПСС он подвергся критике за неудовлетворительное состояние сельского хозяйства.
Скоропостижно скончался в ночь с 16 на 17 июля 1978 года от паралича сердца — на своей подмосковной даче, после семейного скандала. Академик Е. И. Чазов, возглавлявший в тот период кремлёвскую медицину (4-е Главное управление при Минздраве СССР), в своих воспоминаниях о смерти Кулакова подтверждает это заключение. ТАСС сообщил, что Кулаков «скончался от острой сердечной недостаточности с внезапной остановкой сердца».

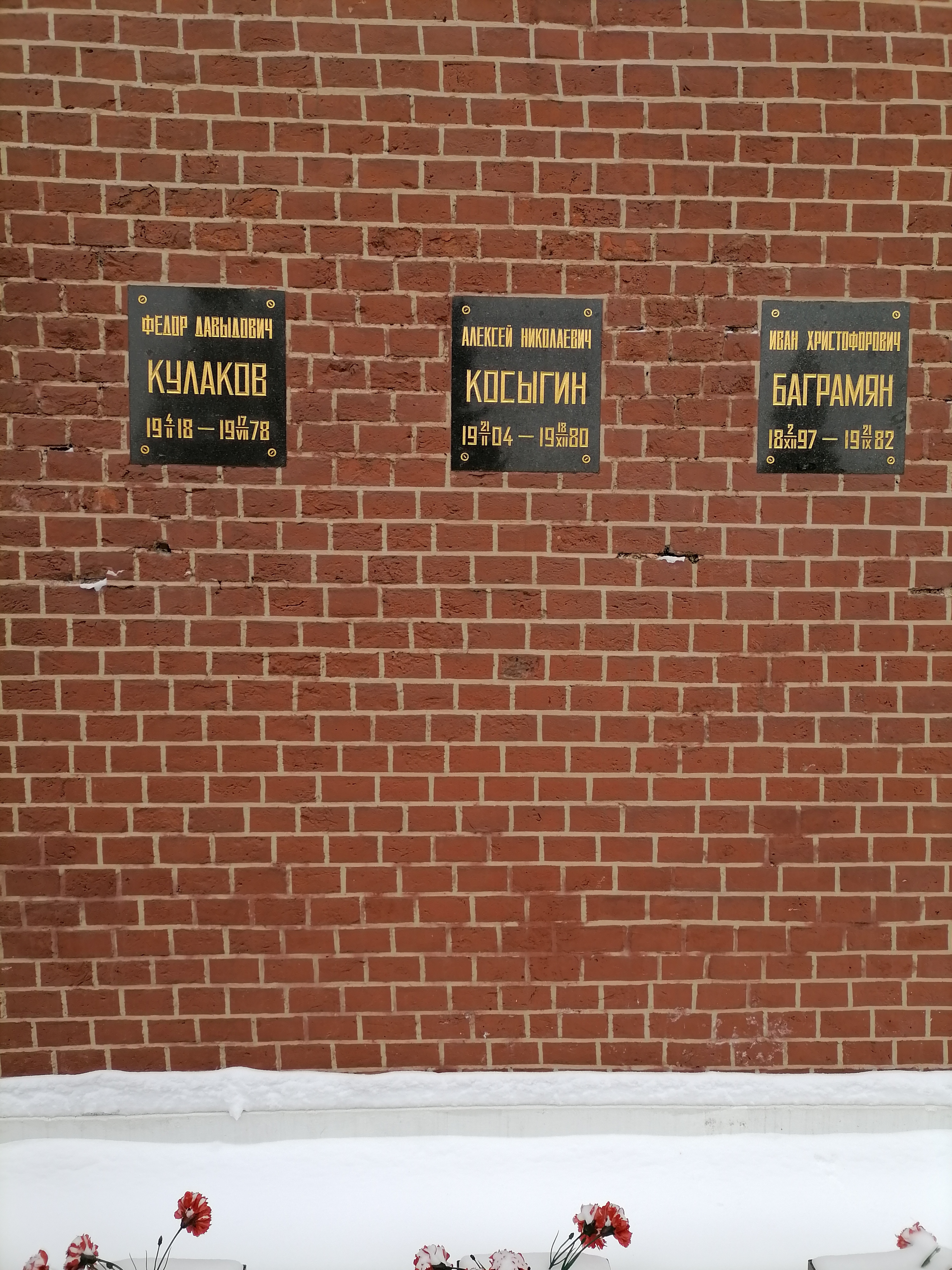
Захоронение Ф. Д. Кулакова

Был кремирован, урна с прахом помещена в Кремлёвской стене на Красной площади в Москве. На похоронах Кулакова отсутствовали Л. И. Брежнев, А. Н. Косыгин, М. А. Суслов, В. В. Гришин и К. У. Черненко, что было истолковано как «опала» покойного. Комиссию по организации похорон возглавлял А. П. Кириленко. На траурном митинге выступал М. С. Горбачёв, который спустя несколько месяцев станет преемником Кулакова на посту секретаря ЦК по сельскому хозяйству. Это было первое выступление Горбачёва на Красной площади и появление на трибуне Мавзолея.
Озвучиваются, однако, версии о самоубийстве («в цековских (и не только) кругах ходили упорные слухи, что он застрелился») или даже убийстве Ф. Д. Кулакова. Так, например, Фёдор Моргун склонялся к версии об убийстве:

…Нужно рассказать о загадочной смерти Кулакова. Это был могучий, мудрый, порядочный человек. Лидер, на которого мы совершенно обоснованно делали ставку, полагая, что он займёт пост генерального секретаря после Брежнева. Но к концу 1970-х над ним стали сгущаться тучи. В один из приездов в Москву я зашёл к Фёдору Давыдовичу. Не мог не сказать о том, что меня тревожило: «Фёдор Давыдович, я последние месяцы регулярно слушаю зарубежные радиоголоса. И все они изо дня в день твердят, что Брежнев тяжело болен и на его место готовится Фёдор Давыдович Кулаков. Не знаю, как вам сказать, но я страшно боюсь этих провокаций». Он сидел молча. Поднялся, подошёл ко мне, обнял и тихо, на ухо сказал: «Федя, я этого тоже очень боюсь».
— Кобзарь целины
Александр Яковлев вспоминал: «Якобы он вскрыл вены, по другим слухам — застрелился. Горбачёв в своих мемуарах написал, что в 1968 году Кулакову удалили часть желудка, что здоровье уже не выдерживало его образа жизни и связанных с ним нагрузок… „Он умер неожиданно, остановилось сердце, — пишет Горбачёв. — Мне рассказывали, что в последний день в семье произошёл крупный скандал. Ночью с ним никого не было. Факт смерти обнаружили утром“. У меня нет сомнения, что Горбачёв пишет то, что знает. Да и злоупотребление выпивкой за Кулаковым действительно числилось».
Михаил Смиртюков вспоминал: «Брежнев вначале пить не любил. Но когда он стал первым секретарём, ему пришлось взяться за рюмку — неудобно было не пить с секретарями обкомов. У некоторых министров в комнатах отдыха появились солидные запасы спиртного. И они там не залеживались без дела. Такой же бар в ЦК был у члена Политбюро Кулакова. Его считали просто больным алкоголизмом. Мне говорили, что он от этого и умер. Когда его нашли мёртвым, у кровати стояли две пустые бутылки из-под коньяка».
По свидетельству Феликса Серавина, который видел Кулакова незадолго до его смерти, последний выглядел нормально и собирался в тот день ехать на дачу к семье.
Об одной из версий смерти Кулакова повествует роман Э. В. Тополя и Ф. Е. Незнанского «Красная площадь» (1983). В 2004 году по мотивам романа снят одноимённый телевизионный сериал.

## Награды и звания
- Герой Социалистического Труда (Указ Президиума Верховного Совета СССР от 3 февраля 1978 года, Орден Ленина и Медаль «Серп и Молот») — за большие заслуги перед Коммунистической партией и Советским государством и в связи с шестидесятилетием со дня рождения[25];
- Орден Ленина (2 февраля 1968 года) — за заслуги перед Коммунистической партией и Советским государством и в связи с пятидесятилетием со дня рождения[26];
- Орден Ленина (2 декабря 1971 года) — за заслуги в деле обеспечения успешного выполнения заданий пятилетнего плана развития народного хозяйства СССР на 1966—1970 гг. («Не подлежит опубликованию»)[27][неавторитетный источник];
- Орден Трудового Красного Знамени (11 января 1957 года) — за достигнутые успехи в освоении целинных и залежных земель и в связи с этим значительное увеличение валовых сборов и заготовок хлеба, а также за успешное проведение уборки урожая и сдачи хлеба государству в 1956 году[28];
- Медаль «За трудовую доблесть» (25 декабря 1959 года) — за достижение высоких показателей в производстве и продаже государству в 1959 году мяса и других продуктов сельского хозяйства[29].

## Память

Мемориальная доска на улице Кулакова в Пензе

- Памятник Кулакову и проспект Кулакова в Ставрополе[30]
- В Курске именем Кулакова назван проспект (Проспект Кулакова (Курск))
- Именем Кулакова названа улица в Москве
- В Пензе на улице, названной в честь Кулакова, установлена аннотационная доска
- В Рыльске Курской области агропромышленный колледж носит имя Ф. Д. Кулакова
- 4 июля 2018 г. в рамках реализации проекта «Крымский мост» состоялась научно-практическая видеоконференция, посвященная 100-летию со Дня рождения члена Политбюро ЦК КПСС, секретаря ЦК КПСС Фёдора Давыдовича Кулакова[1].